# Jacques Crétineau-Joly
Jacques Augustine Marie Crétineau-Joly (Fontenay-le-Comte, 23 settembre 1803 – Vincennes, 1º gennaio 1875) è stato un giornalista e storico francese.

## Biografia
Devoto cattolico, inizialmente studiò teologia nel seminario di Saint-Sulpice a Parigi, ma, pensando di non aver la vocazione, dopo tre anni di soggiorno abbandonò il seminario, nonostante avesse già ricevuto la tonsura.
All'età di vent'anni ottenne la cattedra di filosofia nell'università della sua città natale, ma presto abbandonò quest'incarico a causa delle sue cattive condizioni di salute, e nel 1823 andò a Roma, come segretario personale dell'ambasciatore francese, il duca di Laval-Montmorency.
Nel 1826 a Roma pubblicò i "Chants romains", contenenti versi anche di carattere non religioso. Dopo il suo ritorno nel 1828 pubblicò un certo numero di volumi di poemi e di drammi, come "Les trappistes" (Angoulème, 1828), "Inspirations poétiques" (Angouleme, 1833) e altri poemi.
Si fece soprattutto notare come giornalista polemico del liberalismo, tanto che, dopo la Rivoluzione di luglio, Luigi Filippo l'introdusse in Francia dopo gli anni trascorsi negli Stati Uniti. Essendo un vandeano fu anche un sostenitore dei vandeani durante le Guerre di Vandea e della casa reale ereditaria dei Borboni, e difese i loro diritti in parecchi giornali legittimisti di cui era redattore.
Nel 1837 si stabilì a Parigi per dedicarsi alla ricerca storica riguardo alle Guerre di Vandea, ma nel 1839 cominciò la pubblicazione di "L'Europe monarchique" (in italiano "L'Europa monarchica"), un giornale dedicato ai Borboni. Prima di questa pubblicò due testi sulla Vandea: "Épisodes des guerres de la Vendée" ("Episodi delle guerre di Vandea") (1834) e "Histoire des généraux et chefs vendéens" ("Storia dei generali e dei capi vandeani") (1838). Qualche anno dopo unì i due testi in una grande opera divisa in quattro volumi, più approfondita dei libri precedenti e considerata il suo capolavoro, intitolata: "Histoire de la Vendée militaire" ("Storia della Vandea Militare") (Parigi, 1840-41). Il suo lavoro lo ha reso famoso a causa delle sue animate descrizioni, per il grande materiale raccolto e per la cura scrupolosa nel citare le sue fonti.
Si guadagnò una reputazione anche fuori della Francia, principalmente per i suoi testi politico-religiosi. Il più importante tra questi è la sua storia della Compagnia di Gesù: "Histoire religieuse, politique et littéraire de la Compagnie de Jésus" (in italiano "Storia religiosa, politica e letteraria della Compagnia di Gesù"), Parigi, 1844-46, in 6 volumi, opera scritta sotto gli auspici della Compagnia di Gesù, che lo aiutò fornendo fonti autentiche mai pubblicate prima. Su questo argomento pubblicò anche un altro libro molto discusso: "Clément XIV et les Jésuites" (Parigi, 1847), che gli costò molte critiche da parte sia di papa Pio IX sia della Compagnia di Gesù.
Dopo un'attenta ricerca, e d'accordo con Pio IX, pubblicò "L'Église romaine en face de la Révolution", 1859, in due volumi (in italiano "La Chiesa romana di fronte alla Rivoluzione"), un lavoro che mostra la sua fedeltà costante alla Chiesa cattolica.